# کنسا
کنسا (به اسپانیایی: Conesa, Tarragona) یک شهرستان در اسپانیا است که در کاتالونیا واقع شده‌است.